# Pô d'Adria
Pour les articles homonymes, voir Adria (homonymie).
Le Pô d'Adria ou Adria (en grec antique : Ἀδρίας) était une branche du delta du Pô qui passait par la ville d'Adria dans la province de Rovigo en Vénétie.

## Résumé
Le nom Adria (Ἀδρίας soit « brutal » probablement en référence aux crues) nous est parvenu par les œuvres d'anciens géographes grecs comme Hécatée de Milet, Théopompe et Ptolémée (qui le nomme Ἀτριανὸς ποταμός c'est-à-dire « fleuve retentissant », peut-être en référence aux coassements).
Hécatée suppose que la mer Adriatique et la ville d'Adria ont pris leur nom de cet ancien bras du delta antique, qui, autour du Ier siècle av. J.-C., est devenu un bras mort connu jusqu'aux XIe et XIIe siècles sous le nom de fossa Filistina.

## Histoire
Aux XIIe et IXe siècles av. J.-C., à la hauteur de l'actuelle Guastalla, le fleuve Pô se divisait en deux bras principaux. Le Pô d'Adria était le bras septentrional et possédait un débit supérieur au bras méridional le Pô de Spina. À l'estuaire du Pô d'Adria naquirent les premières implantations grecques et vénètes d'Adria. À l'époque le littoral côtier était beaucoup plus à l'ouest, en amont, par rapport à aujourd'hui.
Le long de cette voie navigable naturelle qui par le Mincio venait du lac de Garde, naquit l'implantation de Frattesina, près de Fratta Polesine, ainsi que divers sites découverts près de Villamarzana et Arquà Polesine. Les découvertes archéologiques laissent supposer que cette civilisation antérieure à celle des Vénètes et différente de celle de Villanova, a eu des contacts avec les Étrusques, la zone Baltique, la Grèce antique, ainsi que l'Italie méridionale.
Entre le IXe et le VIIIe siècle av. J.-C. eut lieu la rotta di Sermide (« changement de talweg de Sermide ») qui eut des grandes conséquences hydrographiques dans la basse plaine Padane : la séparation des deux branches principales du Pô se déplaça plus en aval à la hauteur de Sermide et le bras au débit le plus important fut désormais le Pô de Spina, déplaçant les intérêts commerciaux plus au sud. Le Pô d'Adria continua à exister grâce aux apports du Mincio et du Tartaro. Ces changements coïncident avec l'arrivée des Vénètes et la fin de la civilisation de Frattesina. C'est dans ce contexte que fleurirent au VIe siècle av. J.-C. les ports étrusques d'Adria et Spina situés aux estuaires respectifs du delta.
Les Étrusques s'occupèrent de l'irrigation du territoire et assèchèrent certains marécages de la zone d'Adria. Afin de réduire le débit du Pô de Spina, ils creusèrent la fosse Messanica qui correspond à l'actuel Pô de Primaro. Il creusèrent la fosse Filistina en déviant le Tartaro vers nord-est et firent en sorte qu'il se jette à la mer près de l'actuelle ville de Pellestrina. Il creusèrent aussi ies  Fossoni, un réseau de canaux parallèles à la ligne côtière qui mettaient en communication les ports sans avoir recours à la mer.
Tous ces aménagements favorisèrent la naissance d'implantations près des principaux cours d'eau, une colonisation qui se déplaça du bord de mer jusqu'à l'intérieur du territoire d'Adria. Ce phénomène ne se produisit pas le long du Pô de Spina.
Le Pô d'Adria était encore actif pendant l'occupation syracusaine du IVe siècle av. J.-C. par Denys Ier et son fils Denys IIe. Les Grecs se mélangèrent aux Étrusques et aux Vénètes dans les deux ports principaux. Spina eut la préférence des grecs tandis qu'Adria resta plus étrusque. Les Grecs s'occupèrent à entretenir les œuvres hydrologiques étrusques et laissèrent une onomastique grecque (Filistina découlant par exemple de Philistos et Messanica de Messine).
Après les Grecs, arrivèrent les Celtes (Gaule cisalpine) puis les Romains. À ce moment, les travaux étrusques furent complétés par des travaux romains qui transformèrent de nombreuses forêts et marécages en terres agricoles. L'hydrographie naturelle fit subir aux aménagements humains divers dégâts : une crue de l'Adige lui fit rejoindre la Filistina et deux autres canaux, le Fossone et la Carbonaria, qu'il combla en partie d'alluvions, réduisant en conséquence leur débit. Bien que le toponyme Carbonara soit présent près d'Adria, les historiens s'accordent à penser que la Carbonaria s'écoulait à l'endroit où se situe actuellement le Pô de Goro, plus au sud tandis que la Filistina, s'écoulait plus au nord et Adria était de nouveau entourée de marécages. Le port d'Adria continuait néanmoins à fonctionner grâce aux fossoni et à d'autres canaux que les Romains continuaient à entretenir. Pline l'Ancien pour son Histoire naturelle, s'était probablement documenté sur des écrits précédents ce qui laisse supposer que le Pô d'Adria s'est asséché au cours du Ier siècle av. J.-C.. Certains historiens pensent que la fossa Filistina de Pline, qui était la branche la plus septentrionale du delta du Pô, soit en réalité le Pô d'Adria. Dans ce cas, à l'époque romaine seul le nom se serait éteint et le bras d'eau perdurait avec un débit plus limité par rapport aux siècles précédents. La survie de cette branche d'eau aurait été garantie par les eaux du Tartaro, même si la Filistina restait de toute manière connectée hydrauliquement au fleuve Pô vraisemblablement jusqu'aux XIe et XIe siècles.

## Géographie
Le cours du Pô continuait vers l'est entre Castelnovo Bariano et Castelmassa, ensuite il traversait les actuels centres de Ceneselli, Trecenta, Bagnolo di Po, Castelguglielmo, San Bellino, Fratta Polesine, Gognano, Arquà Polesine, Grignano Polesine, Borsea, Sant'Apollinare, Ceregnano, Lama Polesine, Pezzoli, Mezzana, Cicese et enfin il coïncidait avec le Canalbianco dans le tracé qui traverse Adria (avant la récente modification), jusqu'à la mer Adriatique qui était distante seulement de quelques kilomètres.
À la hauteur de Grignano Polesine il prenait la direction nord-est par un bras secondaire qui se dirigeait vers la Lagune de Chioggia : Il s'agissait probablement de la Filistina, un bras du Tartaro dont le principal bras était probablement affluent du Pô d'Adria près de Castelguglielmo.

## Sources
- (it) Cet article est partiellement ou en totalité issu de l’article de Wikipédia en italien intitulé « Po di Adria » (voir la liste des auteurs).